# Élections générales néo-brunswickoises de 1912
L'élection générale néo-brunswickoise de 1912, aussi appelée la 33e élection générale, eut lieu le 10 juin 1912 afin d'élire les membres de la 33e législature de l'Assemblée législative du Nouveau-Brunswick, au Canada. L'élection s'est déroulé avant la création des partis politiques.
Sur les 48 députés élus, 44 supportèrent le gouvernement, deux formèrent l'Opposition officielle et les deux autres restèrent neutres.